# Tegelen
Tegelen – dzielnica Venlo w Holandii, do końca 2000 miasto i gmina. Do Tegelen należy wieś i klasztor Steyl. Od nazwy miejscowości pochodzi pojęcie "interglacjału tegeleńskiego". 